# Place Alphonse-Laveran
La place Alphonse-Laveran est une voie située dans le quartier du Val-de-Grâce du 5e arrondissement de Paris.

## Situation et accès
La place Alphonse-Laveran est une place en hémicycle située au carrefour créé devant l'église du Val-de-Grâce par l'intersection de la rue du Val-de-Grâce et de la rue Saint-Jacques.
Elle est desservie à proximité par la ligne B du RER à la gare de Port-Royal et à la gare du Luxembourg.

## Origine du nom

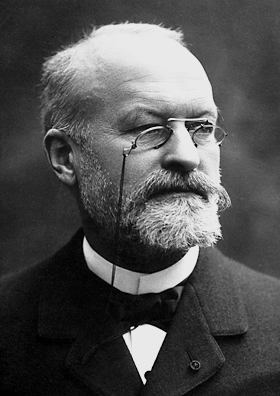
Alphonse Laveran.

Elle tient son nom du médecin militaire et bactériologiste Alphonse Laveran (1845-1922), premier prix Nobel français de médecine. La place est proche de l’hôpital du Val-de-Grâce où Alphonse Laveran fut en fonction.

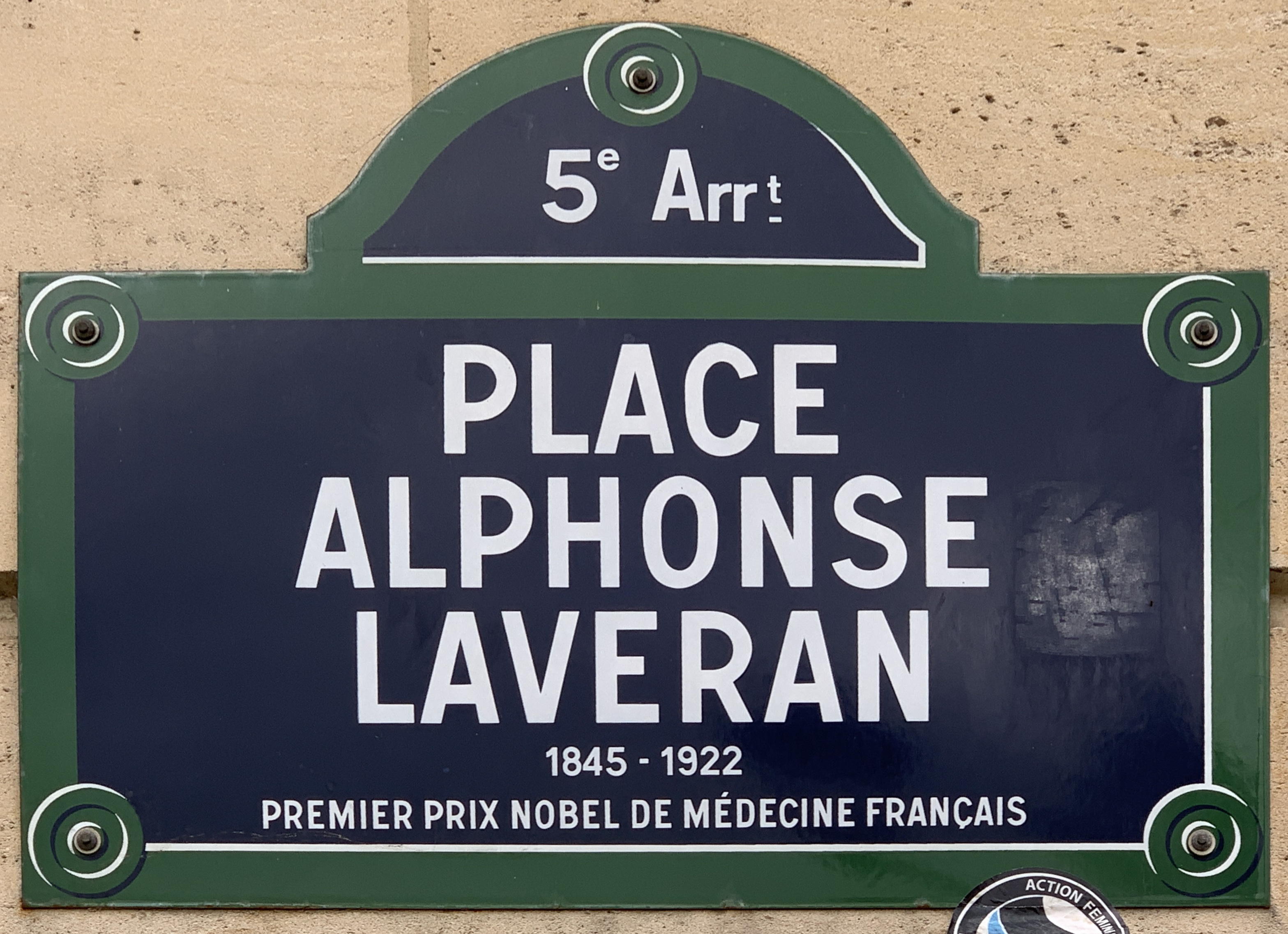
Plaque de rue de la place Alphonse-Laveran, précisant qu’il fut le premier prix Nobel de médecine français.
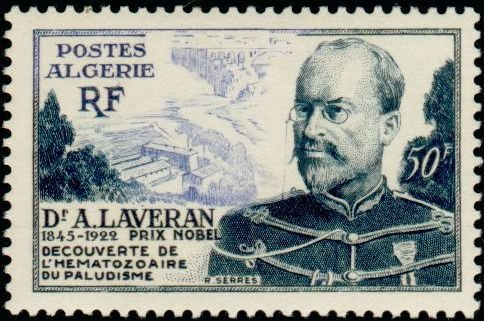
Timbre émis en 1954 en Algérie en l’honneur du docteur A. Laveran.

## Historique
Elle prend sa dénomination par un arrêté du 8 décembre 1930.
En 1995, deux fontaines symétriques sont installées sur la place sur les plans de l’architecte Yves Boiret.

## Bâtiments remarquables et lieux de mémoire
- No 1 : hôpital militaire du Val-de-Grâce et église du Val-de-Grâce.
- No 2 : immeuble de logements construit en 1958 par l’architecte Robert Camelot[5].

## Galerie

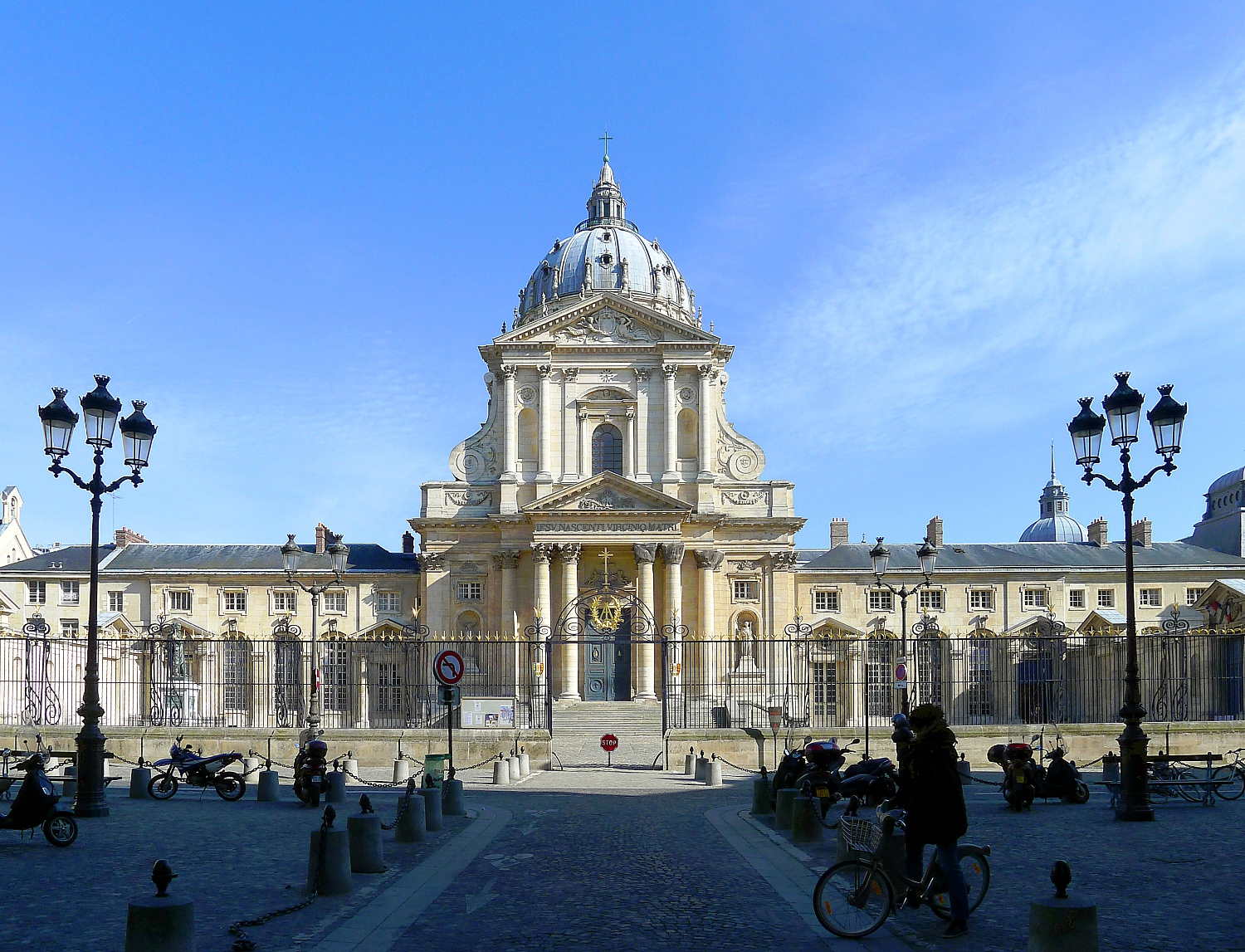
Le Val-de-Grâce avec son église, vu de la place Alphonse-Laveran.
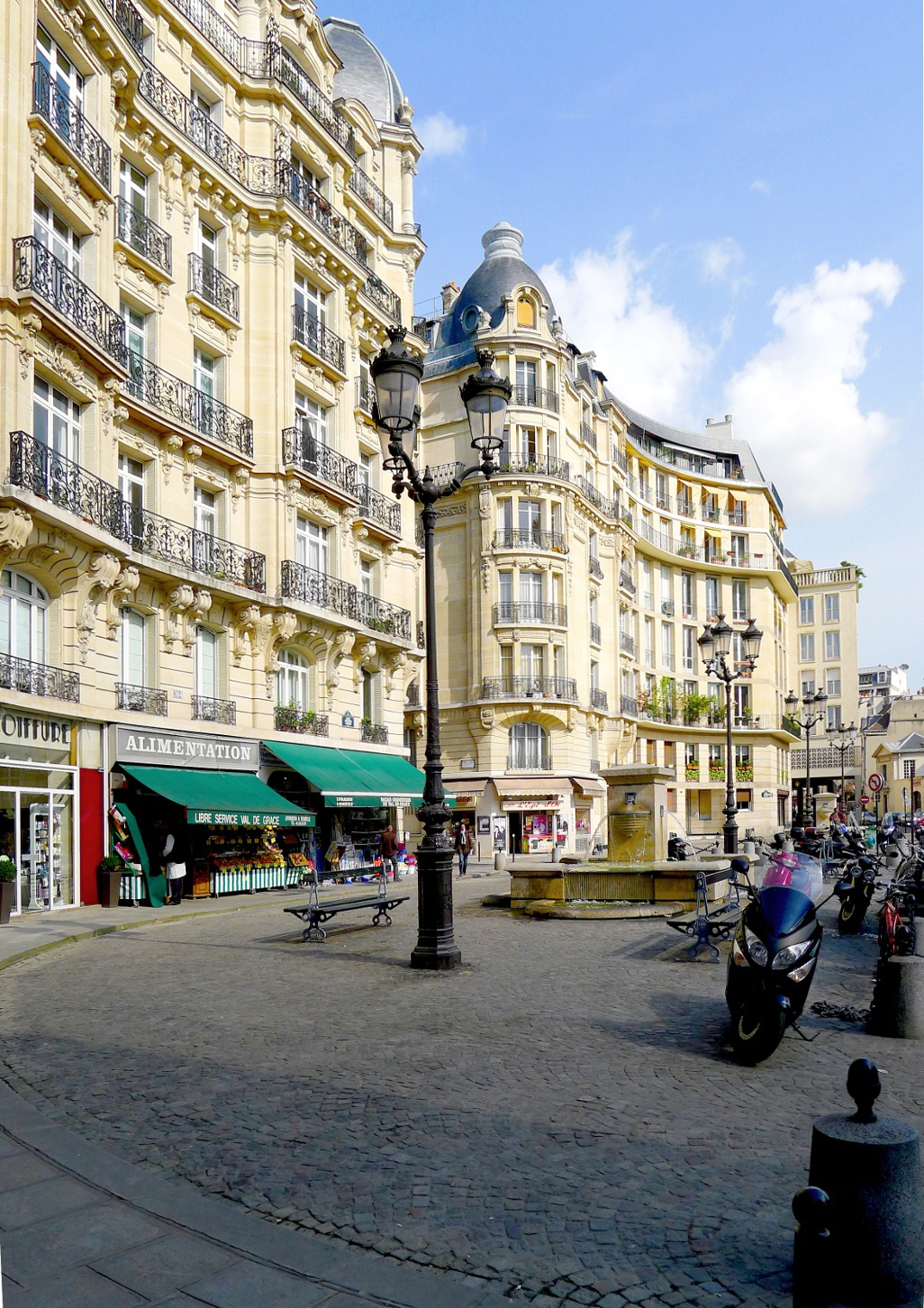
Vue de la place, de son extrémité sud vers son extrémité nord.
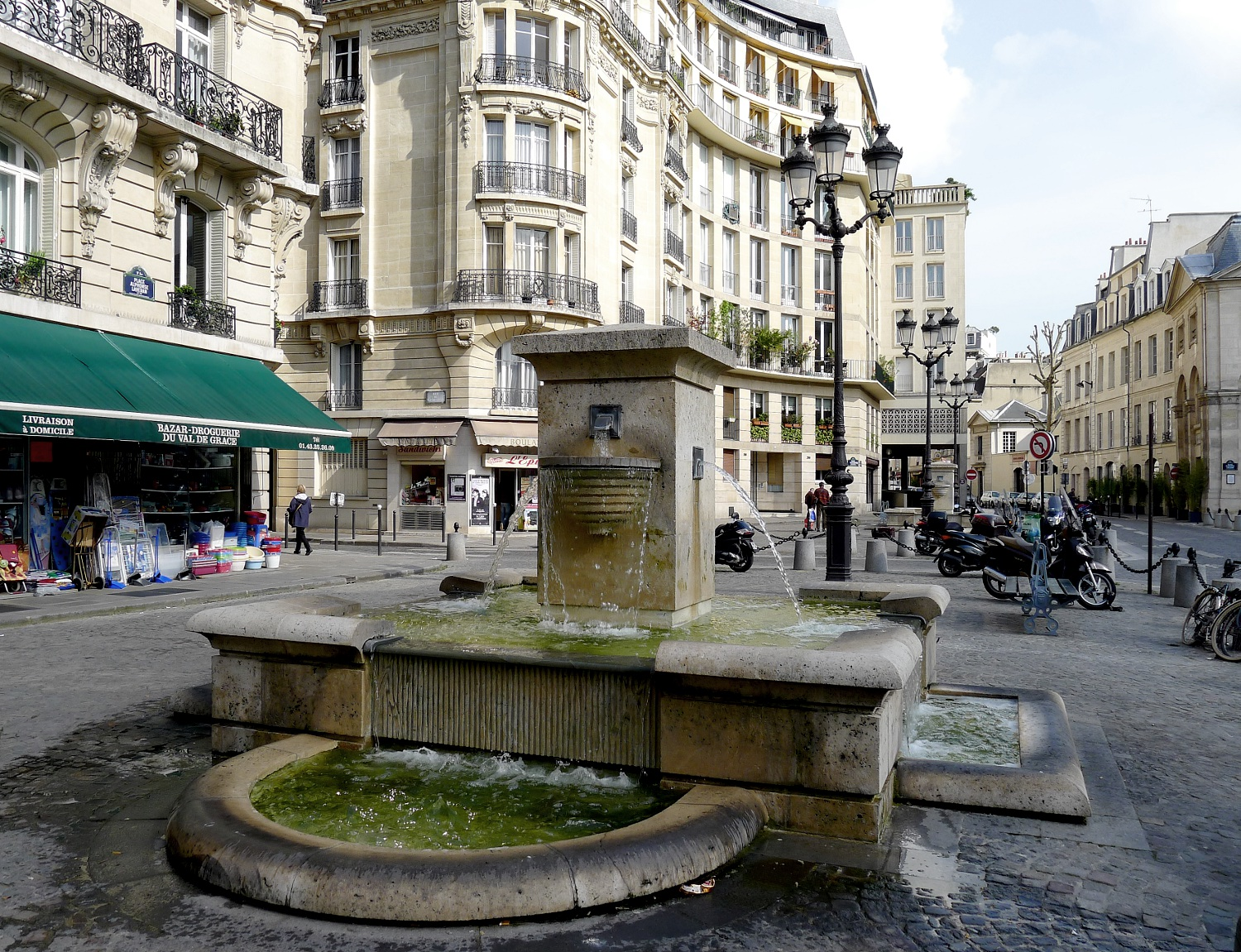
Une des deux fontaines de la place.